# بنفش‌تپه
بنفش‌تپه روستایی در دهستان بنفشه‌تپه بخش نوکنده شهرستان بندرگز استان گلستان ایران است.

## جمعیت
بر پایه سرشماری عمومی نفوس و مسکن در سال ۱۳۹۵ جمعیت این مکان ۳۰۰ نفر (۱۱۷خانوار) بوده‌است.